# Подборенка
Подбо́ренка — река в Удмуртии, левый приток реки Иж. Полностью протекает по территории Октябрьского района Ижевска. Впадает в Ижевский пруд. Длина 4,9 км.

## История
До начала строительства Ижевского завода (ныне ОАО «Ижсталь» и Концерн Калашников) и образования Ижевского пруда в 1760 году Подборенка впадала в Иж. На берегах Подборенки располагалась деревня Ягул, которую иногда называли Подборной. Известно также, что Подборенку называли Ягулом (по имени деревни).

## Современное состояние
Река отделяет от остальной части города Северо-Западный жилой район (часто называемый «городком Металлургов»), который связан с ней двумя транспортными артериями, пересекающими Подборенку: улица Кирова и Улица 50 лет ВЛКСМ.
По генеральному плану города Ижевска предусмотрено соединение улиц 10 лет Октября и 7-й Подлесной с выходом на улицу Песочную. Таким образом, появится транспортный коридор, соединив тем самым Автозавод и городок Металлургов.
В генеральном плане Ижевска предусмотрены очистка русла реки и озеленение её поймы.

## Галерея
- Заросшее русло Подборенки в районе пересечения улиц Родниковой и Кирова в Ижевске